# Lambert van Velthuysen
Lambert Van Velthuysen, en latin Lambertus Velthusius, (1622-1685) est un théologien protestant néerlandais. Il est l'élève de Henricus Regius et l'ami de Spinoza.

## Biographie
Il est d'abord médecin, mais se tourne ensuite vers la théologie. Il occupe plusieurs dignités à Utrecht et est, de 1668 à 1674, député par sa ville natale aux assemblées ecclésiastiques ; mais il déplaît à ses collègues par le zèle avec lequel il soutient les droits de ses commettants, et ils parviennent, en l'accusant d'hérésie, à le faire révoquer. 
Connu pour ses relations amicales avec Spinoza, dont il devait par ailleurs critiquer certaines des thèses du Traité théologico-politique, il est aussi l'auteur d'une importante œuvre philosophique et théologique qui témoigne de son active participation à la diffusion des idées de Descartes, de Spinoza et de Hobbes aux Pays-Bas :
- Epistolica dissertatio de Principiis Justi et Decori, continens Apologiam pro tractatu Clarissimi Hobbaei, De Cive (« Des principes du juste et du convenable : une apologie du De Cive de Hobbes »), 1651 : ce traité prend, peu de temps après la seconde édition en latin du De Cive (parue à Amsterdam en 1647), la défense de certaines thèses hobbesiennes dans un climat intellectuel qui était pourtant fortement prévenu contre l'athéisme et l'absolutisme politique du philosophe anglais. En 1680, dans la seconde édition de son texte, Van Velthuysen introduit de nombreuses variantes où son engagement, loin de s'être atténué, apparaît au contraire renforcé.
- Tractatus duo medico-physici, 1657 : c'est le seul ouvrage médical de Velthuysen ;
- De Initiis Primae Philosophiae, juxta fundamenta clarissimi Cartesii, 1662 ;
- Usage de la raison dans les controverses théologiques, 1668 ;
- De la Pudeur naturelle et de la dignité humaine, 1676 ;

Il se réconcilie avec Spinoza lors de leur séjour commun dans le camp français d'Utrecht.
Ses ouvrages sont réunis en deux volumes in-quarto en 1680.